# 10 de julio
El 10 de julio es el 191.º (centésimo nonagésimo primer) día del año en el calendario gregoriano y el 192.º en los años bisiestos. Quedan 174 días para finalizar el año.

## Acontecimientos
- 48 a. C.: en la provincia romana de Macedonia, Pompeyo propina una catastrófica derrota a Julio César en la batalla de Dirraquio.
- 68: en lo que hoy sería la actual ciudad de León (España), la Legio VII Gemina se instala en el noroeste de la península ibérica
- 645: en Japón tuvo lugar el Incidente Isshi.
- 901: durante el sitio de Zamora, el ejército del cabecilla Omeya Ahmad Ibn al-Qitt se dispersa abandonando a su líder. Los cristianos deciden atacar derrotando a las tropas bereberes.
- 988: a orillas del río Liffey (Irlanda) se funda la aldea de Baile Atha Clíath (actual Dublín).
- 1054: los chinos (de la dinastía Song), los japoneses, los árabes y algunos aborígenes americanos dejan registros de que observaron una supernova. Durante 22 meses (hasta el 12 de abril de 1056) permaneció tan brillante que podía verse de día. Después, los restos formarán la nebulosa del Cangrejo.
- 1212: en Londres, un incendio arrasa con más de la mitad de la ciudad.
- 1488: en la provincia de Almería (España), el marqués de Cádiz consigue que la villa de Vera se entregue a los cristianos sin oponer resistencia.
- 1553: en Londres, lady Jane Grey accede al trono.
- 1555: en la isla de Cuba el pirata francés protestante Jacques de Sores asalta la villa de La Habana. Durante un mes saqueará e incendiará cada casa y matará a sus ocupantes españoles y sus esclavos.
- 1584: en Delft (Provincias Unidas de los Países Bajos ), Balthasar Gérard asesina al rey Guillermo I de Orange.
- 1645: en el marco de la primera guerra civil inglesa se libra la batalla de Langport.
- 1778: en el marco de la Guerra de Independencia de los Estados Unidos, el rey Luis XVI de Francia declara la guerra a Gran Bretaña.
- 1789: Alexander MacKenzie llega al delta del río Mackenzie.
- 1810: en España, durante la Guerra de la Independencia Española, las tropas del Primer Imperio francés (al mando del general Régis Barthélemy Mouton-Duvernet) incendian la villa de Almazán, con motivo de la tenaz resistencia que dentro de sus muros hicieron 1600 hombres (al mando del guerrillero español Jerónimo Merino).
- 1821: Estados Unidos toma posesión de la región de la península de Florida, recién comprada a España.
- 1850: en Washington D. C. (Estados Unidos), Millard Fillmore es nombrado el 13.º presidente de los Estados Unidos.
- 1877: en Puerto Rico, la villa de Mayagüez recibe formalmente el carácter de ciudad por la Corona española.
- 1882: en el marco de la guerra del Pacífico, fuerzas chilenas y peruanas libran el combate de Concepción.
- 1883: al final de la guerra del Pacífico se libra la batalla de Huamachuco.
- 1887: en Asunción del Paraguay se funda el Centro Democrático, actualmente denominado Partido Liberal Radical Auténtico.
- 1890: en Estados Unidos, Wyoming es admitida como el estado número 44.
- 1913: en el Valle de la Muerte (estado de California) se registra la temperatura más alta en la historia de Estados Unidos: 56,7 °C (134 °F). Solo será superada por los 58,5 °C (6 de julio de 1966) en San Luis Río Colorado (México), unos 500 km al sur.[1]
- 1925: se establece la TASS (Agencia de Telégrafos de la Unión Soviética).
- 1925: Meher Baba comienza con su voto de silencio que duraría 44 años. Sus seguidores celebran este día como el Día del Silencio.
- 1925: en Dayton (Tennessee) empieza el "Juicio del Mono", en el que el estado de Tennessee demanda al maestro John T. Scopes (1900-1970) por enseñar la teoría de la evolución a sus alumnos.
- 1936: en Sevilla (España) se presenta al público el Himno de Andalucía.
- 1938: en Nueva York, Estados Unidos, el millonario estadounidense Howard Hughes inicia el viaje en avión alrededor del mundo que noventa y una horas después (el 14 de julio), se establecerá como nuevo récord.[2]
- 1940: en Francia se establece el Gobierno de Vichy, favorable a los nazis.
- 1940: en el marco de la Segunda Guerra Mundial comienza la Batalla de Inglaterra.
- 1941: en Polonia, los alemanes perpetran la masacre de Jedwabne.
- 1943: en Italia empieza la campaña aliada llamada operación Husky.
- 1947: en La Plata, Argentina, se avista por primera vez en el país un Ovni, a dos cuadras del Parque Vucetich.[3]
- 1947: en Pakistán, Muhammad Ali Jinnah es nombrado el primer gobernador general de Pakistán.

La Selección de la Unión Soviética campeona de la Eurocopa en su 1° edición.

- 1951: en el marco de la guerra de Corea, en Kaesong comienzan las negociaciones de paz.

- 1956: en el atolón Bikini, Estados Unidos detona la bomba atómica Navajo (nombre de una etnia de nativos americanos), de 4500 kt, la 15.ª de las 17 de la operación Redwing.
- 1960: en el estadio de fútbol del Parque de los Príncipes (París), tuvo lugar la final de la primera Eurocopa de la historia. Fue disputada por Unión Soviética y Yugoslavia, con victoria en el tiempo extra de la URSS por un marcador final de 2-1 consagrándose campeona de Europa por 1° y única vez en su historia.
- 1962: Estados Unidos lanza al espacio el Telstar (primer satélite de comunicaciones).
- 1962: en España se forma el noveno Gobierno de España durante la dictadura franquista, presidido por Francisco Franco, con la entrada de ministros tecnócratas miembros del Opus Dei, quienes comenzarán una política económica conducente a la puesta en práctica del Plan de Desarrollo.
- 1966: En Japón se emite el episodio piloto de Ultraman, siendo ésta la primera vez que se lo presenta al mundo. Tal hecho es considerado como el Nacimiento de Ultraman y cada 10 de julio se celebra el Ultraman Day.
- 1967: Uruguay se convierte en miembro de la Convenio de Berna para la Protección de las Obras Literarias y Artísticas.
- 1967: Nueva Zelanda adopta el sistema decimal.
- 1968: en París, Maurice Couve de Murville es nombrado en primer ministro.
- 1973: las Bahamas se independizan del Imperio británico.
- 1973: la Asamblea nacional de Pakistán reconoce a Bangladés.
- 1976: en el municipio de Seveso (Italia) sucede un accidente industrial que causa numerosos daños: se le conoce con el nombre de desastre de Seveso.
- 1977: en Atenas (Grecia) se registra la temperatura más alta en la Historia de ese país, y de toda Europa: 48 °C (118,4 °F).
- 1978: en Mauritania, el presidente Moktar Ould Daddah es derrocado en un golpe de Estado.
- 1985: el estado francés, a través de sus servicios secretos, ordena el hundimiento del buque Rainbow Warrior de la organización ecologista Greenpeace.
- 1991: en la Federación Rusa, Borís Yeltsin es elegido presidente.
- 1992: en Miami, el dictador panameño Manuel Antonio Noriega es sentenciado a 40 años de prisión por narcotráfico.
- 1997: en Ermua (España), la banda terrorista ETA secuestra a Miguel Ángel Blanco (29 años), concejal del Partido Popular.
- 1998: la diócesis de Dallas acepta pagar 23 millones de dólares a cinco niños que denunciaron abusos sexuales por el padre Rudolph Kos.
- 1998: en Colombia se inauguran los primeros canales de televisión privada: el Canal RCN y el Canal Caracol.

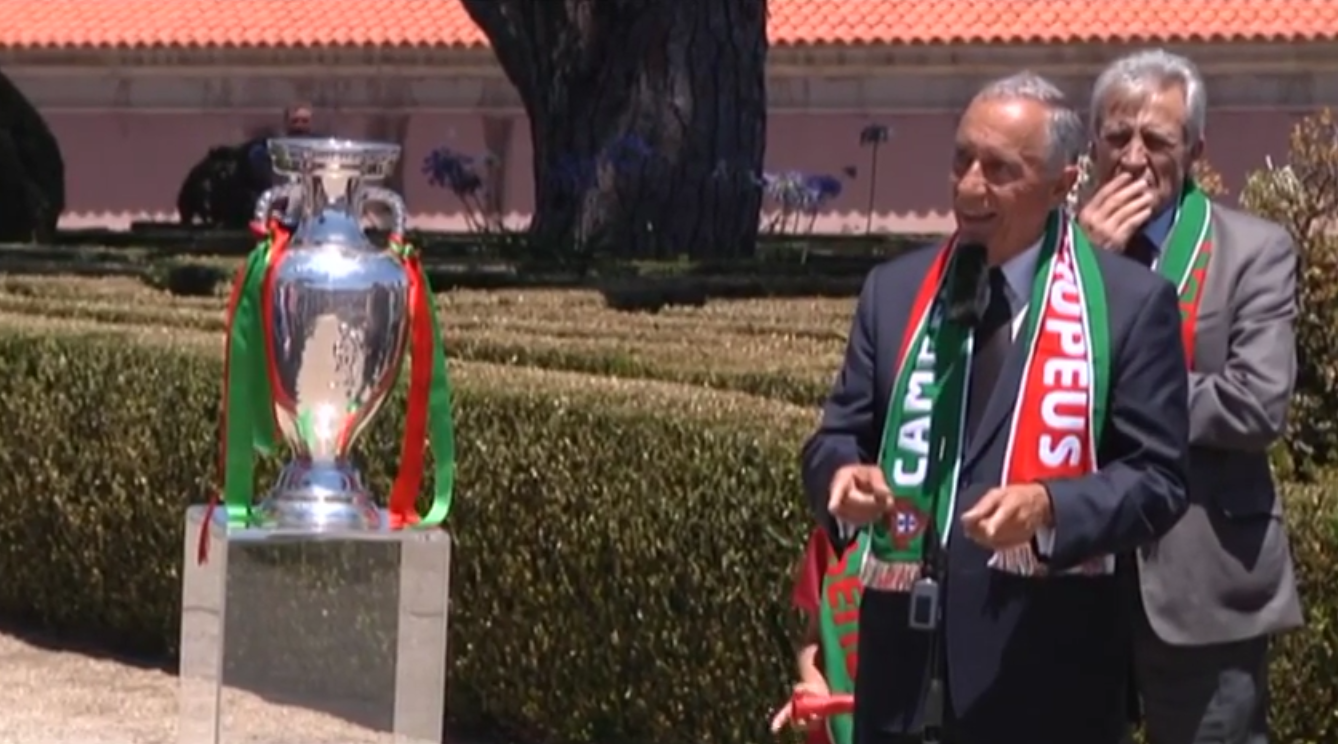
Portugal disfrutando del 1° título de su historia en fútbol 11 de mayores.

- 2005: en México, se estrena a través del Canal de las Estrellas, la serie de comedia Vecinos, basada en la serie española Aquí no hay quien viva. Fue creada y producida en un inicio por el actor y comediante Eugenio Derbez.
- 2006: en Multán (Pakistán), un avión de la compañía Pakistan International Airlines se estrella después de despegar, matando a 45 personas.
- 2010: en Barcelona sucede una manifestación en respuesta al fallo del Tribunal Constitucional de España sobre los recursos interpuestos al Estatuto de Autonomía de Cataluña de 2006.

La Copa América 2021, la 1° consagración de Messi con Argentina y el fin de una sequía de 28 años sin títulos.

- 2016: la Selección de Portugal conquistó la Eurocopa 2016, siendo este el 1° título de su historia y la primera consagración de Cristiano Ronaldo con los colores de su nación.
- 2019: en Puebla (México), tras 81 años de historia del vehículo, la empresa Volkswagen fabrica el último ejemplar en el mundo del Volkswagen Escarabajo, conocido como el "Vocho".[4]
- 2021: en Brasil y contra la Selección local, en el clásico de clásicos, la Selección Argentina se consagró campeona de América y cortó así con una sequía de 28 años sin títulos. Esta Copa América fue la n°15 para la selección argentina y significó la 1° consagración (en mayores) de Lionel Messi con los colores de su nación.

## Nacimientos
- 1419: Go-Hanazono, emperador japonés (f. 1471).
- 1451: Jacobo III, rey escocés entre 1460 y 1488 (f. 1488).
- 1509: Juan Calvino, reformista religioso y filósofo francés (f. 1564).
- 1517: Odet de Coligny, religioso francés, cardenal de Châtillon, convertido al protestantismo (f. 1571).
- 1561: Juan Bautista de la Concepción, religioso, místico y reformador de la Orden de la Santísima Trinidad (f. 1613).
- 1638: David Teniers III, pintor flamenco (f. 1685).
- 1640 (fecha de su bautismo): Aphra Behn, dramaturgo y novelista británico (f. 1689).
- 1682: Roger Cotes, matemático británico (f. 1716).
- 1723: William Blackstone, jurista británico (f. 1780).
- 1724: Eva Ekeblad, científica sueca (f. 1786)
- 1792: George Mifflin Dallas, vicepresidente estadounidense (f. 1864).
- 1796: María Josefa García Granados, escritora guatemalteca (f. 1848).
- 1808: Solomon Northup, escritor estadounidense (f. 1863).
- 1817: Miguel Lafuente Alcántara, escritor y arabista español (f. 1850).
- 1830: Camille Pissarro, pintor y anarquista francés (f. 1903).
- 1832: Alvan Graham Clark, astrónomo estadounidense (f. 1897).
- 1834: José María Sbarbi y Osuna, religioso, filólogo y musicólogo español (f. 1910).
- 1835: Henryk Wieniawski, compositor polaco (f. 1880).
- 1851: Friedrich von Wieser, economista austríaco (f. 1926).
- 1856: Otto Krause, ingeniero y educador argentino (f. 1920).
- 1856: Nikola Tesla, ingeniero e inventor croata (f. 1943).
- 1867: Maximiliano de Baden, aristócrata y canciller alemán (f. 1929).
- 1867: Finley Peter Dunne, humorista y periodista estadounidense (f. 1936).
- 1871: Marcel Proust, escritor francés (f. 1922).
- 1874: Serguéi Koniónkov, pintor ruso (f. 1971).
- 1875: Mary McLeod Bethune, educador estadounidense (f. 1955).
- 1878: Otto Freundlich, escultor alemán (f. 1943).
- 1879: Heriberto Jara, militar y político mexicano (f. 1968).
- 1883: Johannes Blaskowitz, general alemán (f. 1948).
- 1983: Sam Wood, cineasta estadounidense (f. 1949).
- 1888: Giorgio de Chirico, pintor italiano (f. 1978).
- 1891: Edith Quimby, médica y física (f. 1982).
- 1891: Rexford Tugwell, economista estadounidense, gobernador de Puerto Rico entre 1941 y 1946 (f. 1979)
- 1892: Joaquín Prieto Concha, abogado y político chileno (f. 1976).
- 1895: Carl Orff, compositor alemán (f. 1982).
- 1897: John Gilbert, actor estadounidense (f. 1936).
- 1897: Karl Plagge, oficial alemán (f. 1957).
- 1899: Heiri Suter, ciclista suizo (f. 1978).
- 1902: Kurt Alder, químico alemán (f. 1958).
- 1902: Nicolás Guillén, poeta cubano (f. 1989).
- 1902: Antulio Sanjuan Ribes, actor de teatro y poeta español (f. 1982).
- 1903: Werner Best, jurista alemán y líder nazi (f. 1989).
- 1903: John Wyndham, escritor británico (f. 1969).
- 1905: Wolfram Sievers, físico alemán nazi (f. 1948).
- 1911: Amalia Solórzano, primera dama de México de 1934 a 1940 (f. 2008).
- 1913: Salvador Espriu, poeta español (f. 1985).
- 1914: Joe Shuster, dibujante canadiense (f. 1992).
- 1920: Owen Chamberlain, físico estadounidense, premio Nobel de física en 1959 (f. 2006).
- 1921: Eunice Kennedy Shriver, activista estadounidense (f. 2009).
- 1921: Jake LaMotta, boxeador estadounidense (f. 2017).
- 1921: Francisco de Asís Sancho Rebullida, jurista y foralista español (f. 1995).
- 1923: Amalia Mendoza, cantante y actriz (f. 2001).
- 1923: Earl Hamner Jr., autor y productor estadounidense (f. 2016).
- 1925: Mahathir Mohamad, primer ministro malayo.
- 1926: Argelia Laya, docente, filósofa y activista política venezolana (f. 1997)
- 1926: Fred Gwynne, actor estadounidense (f. 1993).
- 1926: Tony Settember, piloto estadounidense de automovilismo (f. 2014).
- 1927: David Dinkins, político estadounidense (f. 2020).
- 1928: Bernard Buffet, pintor francés (f. 1999).
- 1928: Alejandro De Tomaso, piloto de carreras italoargentino (f. 2003).
- 1929: José Vicente Rangel, periodista y político venezolano (f. 2020).
- 1930: Genaro Vázquez Rojas, líder sindical y guerrillero mexicano (f. 1972).
- 1931: Alice Munro, premio Nobel de literatura en 2013, escritora canadiense (f. 2024).
- 1934: Jerry Nelson, marionetista estadounidense, creador de Los Muppets (f. 2012).
- 1934: Adelma Gómez, pedagoga y organista argentina (f. 2011).
- 1938: Paul Andreu, arquitecto francés (f. 2018).
- 1938: Tura Satana, actriz estadounidense (f. 2011).
- 1940: Helen Donath, soprano estadounidense.
- 1941: Alain Krivine, político francés (f. 2022).
- 1941: David G. Hartwell, editor estadounidense (f. 2016).
- 1941: Montserrat Grases, joven española, declarada venerable por la Iglesia católica (f. 1959).
- 1942: Isidre Fainé, directivo empresarial español.
- 1942: Sixto Rodríguez, músico y compositor estadounidense (f. 2023).
- 1942: Ronnie James Dio, músico estadounidense (f. 2010).
- 1943: Arthur Ashe, tenista estadounidense (f. 1993).
- 1945: Ron Glass, actor estadounidense (f. 2016).
- 1945: Jean-Marie Poiré, cineasta francés.
- 1945: Virginia Wade, tenista británica.
- 1946: Sue Lyon, actriz estadounidense (f. 2019).
- 1946: Stuart Christie, escritor y editor británico.
- 1946: Jean-Pierre Jarier, piloto de automovilismo francés.
- 1947: Arlo Guthrie, músico estadounidense.
- 1949: Greg Kihn, cantante estadounidense (f. 2024).

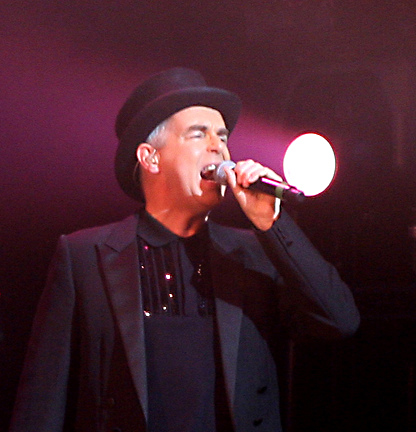
Neil Tennant

- 1951: María José Cantudo, actriz española.
- 1951:  Phyllis Smith, actriz estadounidense.
- 1952: Liudmila Turíshcheva, gimnasta rusa.
- 1952: Raquel Pankowsky, actriz mexicana (f. 2022).
- 1954: Neil Tennant, músico británico, de la banda Pet Shop Boys.
- 1954: José Gonzales, futbolista peruano, víctima de la Tragedia aérea del Club Alianza Lima (f. 1987).
- 1957: Tô Lâm, político vietnamita. Presidente de Vietnam entre mayo y octubre de 2024.
- 1958: Béla Fleck, músico estadounidense.
- 1958: Fiona Shaw, actriz irlandesa.
- 1961: Jacky Cheung, actor y cantante hongkonés.
- 1962: Santiago Ostolaza, futbolista y entrenador uruguayo.
- 1962: Francisco Reyes Martínez, político español.
- 1962: Mark Laforest, jugador de hockey sobre hielo canadiense (f. 2025).
- 1963: Marco de Brix, cantante paraguayo (f. 2009).
- 1963: Vicente Vallés, periodista y presentador español.
- 1964: Eloy Olaya, futbolista español (f. 2022).
- 1965: Alexia, aristócrata griega.
- 1965: Danny Boffin, futbolista belga.
- 1968: Anabell Rivero, modelo y actriz de televisión venezolana.
- 1968: Edgar Müller, pintor callejero alemán.
- 1968: Hassiba Boulmerka, atleta argelino.
- 1968: Jorge Volpi, escritor mexicano.

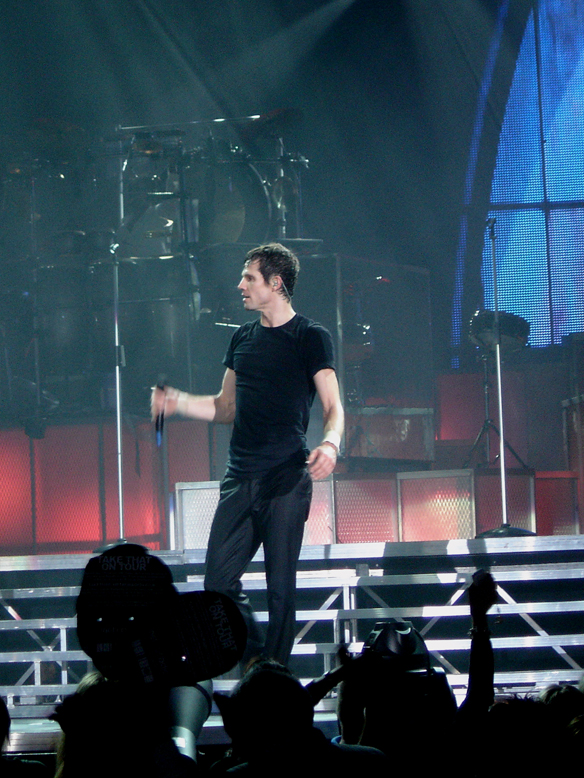
Jason Orange

- 1969: Gale Harold, actor estadounidense.
- 1969: Jonas Kaufmann, tenor alemán.
- 1970: Gary LeVox, cantante y compositor estadounidense, de la banda Rascal Flatts.
- 1970: Jason Orange, cantante británico, de la banda Take That.
- 1970: John Simm, actor británico.
- 1970: Helen Sjöholm, cantante sueca.
- 1971: Moisés García León, futbolista español.
- 1971: Ibaneis Rocha, abogado y político brasileño, Gobernador del Distrito Federal desde 2019.

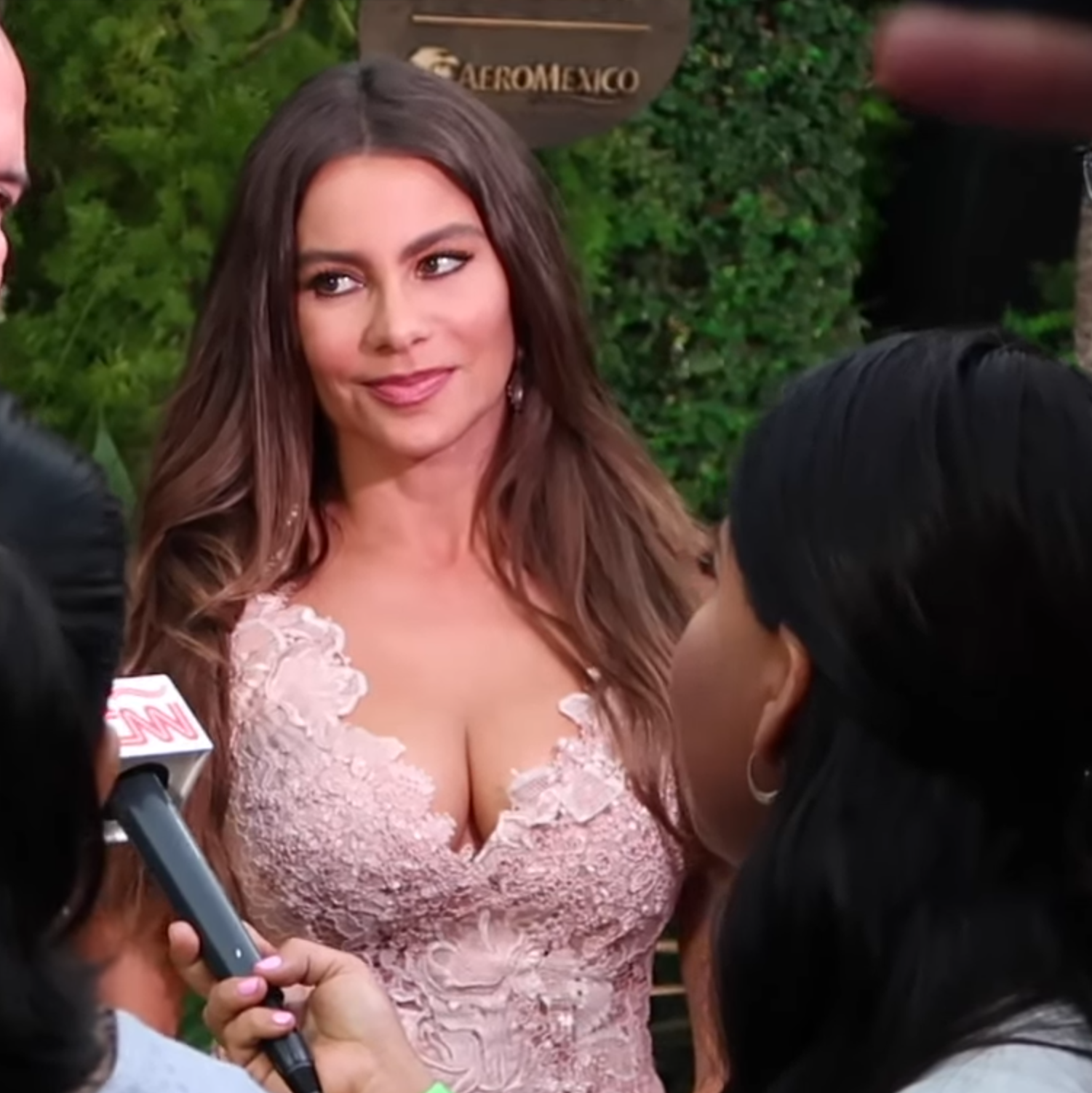
Sofía Vergara

- 1972: Sofía Vergara, actriz y modelo colombiana.
- 1972: Tilo Wolff, músico alemán.
- 1973: Julián Legaspi, actor uruguayoperuano.
- 1973: David Sesa, futbolista y entrenador suizo.
- 1974: Imelda May, cantante irlandesa.
- 1974: Carlos Chaínho, futbolista angoleño.
- 1974: Daniele Adani, futbolista italiano.
- 1974: Nassim Akrour, futbolista argelino.
- 1974: Teboho Mokoena, futbolista sudafricano.
- 1974: Amber Holland, jugadora de curling canadiense.
- 1974: Mohamed Emara, futbolista egipcio.
- 1974: Brian Thompson, empresario estadounidense, CEO de UnitedHealth Group (f. 2024).
- 1975: Ruth Gabriel, actriz española.
- 1975: Stefán Karl Stefánsson, actor islandés (f. 2018).
- 1975: Ibrahim Al-Harbi, futbolista saudí.
- 1976: Edmílson, futbolista brasileño.
- 1976: Adrian Grenier, actor estadounidense.
- 1976: Ludovic Giuly, futbolista francés.
- 1976: Pol Turrents, director de fotografía y cineasta español.
- 1977: Patricia López, actriz chilena.
- 1977: Chiwetel Ejiofor, actor británico.
- 1977: Jamba, futbolista angoleño.
- 1977: Branko Hucika, futbolista croata.
- 1978: Jesse Lacey, guitarrista y cantante estadounidense, de la banda Brand New.
- 1978: Kōtarō Koizumi, actor japonés.
- 1978: Arnulfo Rivera Naranjo, político y empresario colombiano, Gobernador de Guainía desde 2024.

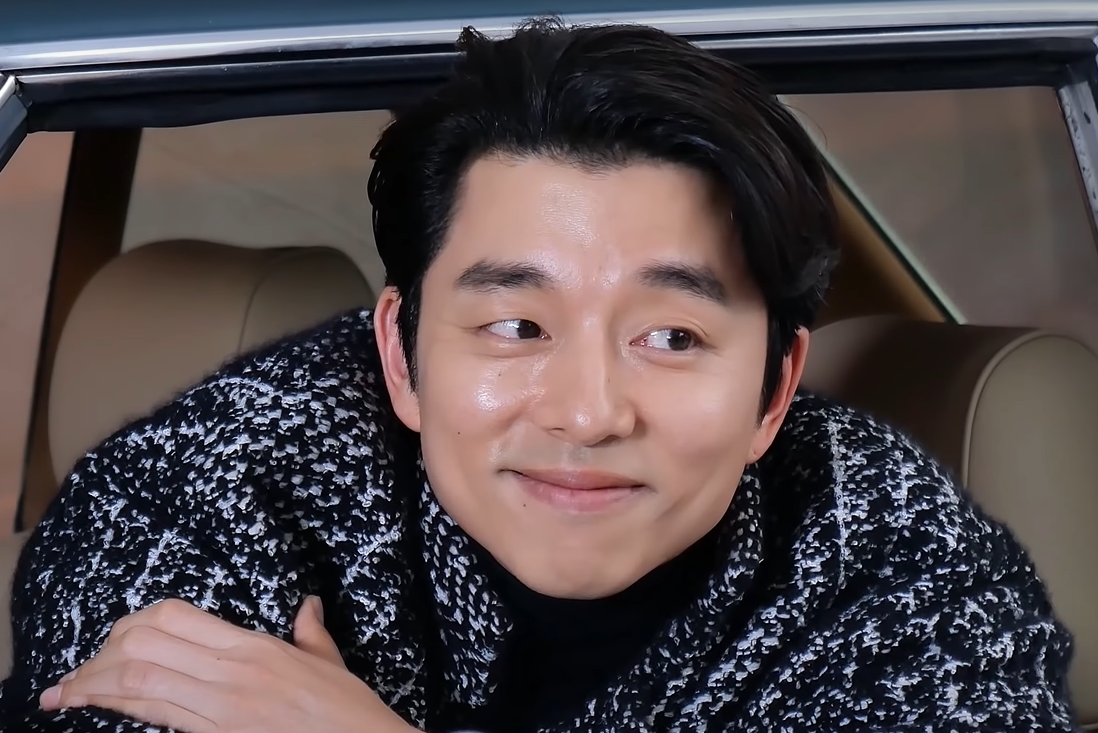
Gong Yoo

- 1979: Gong Yoo, actor y cantante surcoreano.
- 1980: Thomas Ian Nicholas, actor estadounidense.
- 1980: Jessica Simpson, cantante estadounidense.
- 1980: James Rolfe, actor, comediante, crítico cinematográfico, y crítico de videojuegos americano
- 1981: Giancarlo Serenelli, piloto venezolano.
- 1981: Róbert Jež, futbolista eslovaco.
- 1981: Mijaíl Degtiariov, político ruso, actual gobernador del Krai de Jabárovsk.
- 1982: Sebastian Mila, futbolista polaco.
- 1982: Chechu Dorado, futbolista español.
- 1983: Kim Hee-chul, actor, presentador, locutor de radio, modelo y cantante surcoreano, de la banda Super Junior.
- 1983: Gabi Fernández, futbolista español.
- 1983: Jacobo Sanz, futbolista español.
- 1984: Eduardo Bolsonaro, abogado y político brasileño.
- 1984: Mark González, futbolista chileno.
- 1984: María Julia Mantilla, modelo peruana, Miss Mundo 2004.
- 1985: Mario Gómez García, futbolista alemán.
- 1985: Park Chu-young, futbolista surcoreano.
- 1985: Kaito Yamamoto, futbolista japonés.
- 1986: Guillermo Reyes, futbolista uruguayo.
- 1987: Josue Souza Santos, futbolista brasileño.
- 1987: Éve Lamoureux, nadadora canadiense.
- 1988: Milagro Valero, política venezolana.
- 1988: Luis Fernando Palacios, futbolista hondureño.
- 1989: Carlos Zambrano, futbolista peruano.
- 1989: İsmail Köybaşı, futbolista turco.
- 1990: Eunan O'Kane, futbolista irlandés.
- 1991: María Chacón, actriz y cantante mexicana.
- 1991: Raffaele Maiello, futbolista italiano.
- 1991: Toshiki Ishikawa, futbolista japonés.

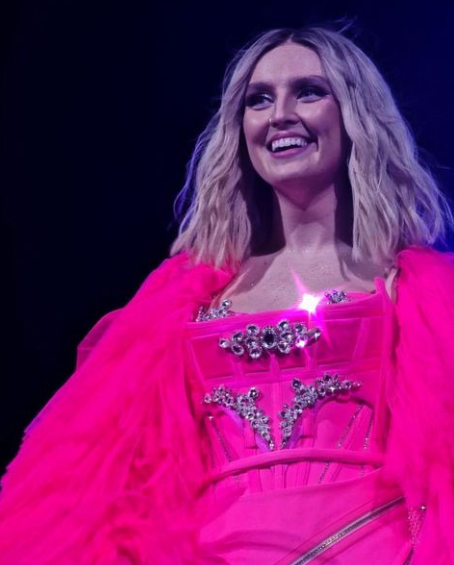
Perrie Edwards

- 1991: Antonio Alejandro Franco, futbolista paraguayo.
- 1992: Richard Boateng, futbolista ghanés.
- 1992: Konekham Inthammavong, futbolista laosiano.
- 1992: Lucas Coutinho Tavares, futbolista brasileño.
- 1993: Marco Bürki, futbolista suizo.
- 1993: Perrie Edwards, cantante británica, de la agrupación Little Mix.
- 1994: Iuri Medeiros, futbolista portugués.
- 1994: Chae Soo-bin, actriz surcoreana.
- 1994: Lucas Höler, futbolista alemán.
- 1994: Kwasi Okyere Wriedt, futbolista ghanés.
- 1994: Niklas Ajo, piloto profesional finlandés de Moto3.
- 1994: Cédric Gogoua, futbolista marfileño.
- 1994: Joaquín Pereyra Cantero, futbolista uruguayo.
- 1995: Dominik Mašek, futbolista checo.
- 1995: Ada Hegerberg, futbolista noruega.
- 1996: Ioannis Pittas, futbolista chipriota.
- 1996: Jóannes Bjartalíð, futbolista feroés.
- 1996: Taylor Walls, beisbolista estadounidense.
- 1996: Moon Ga-young, actriz surcoreana.
- 1997: Ryo Hatsuse, futbolista japonés.
- 1997: Ebba Andersson, esquiadora sueca.
- 1997: Alba Baptista, actriz y modelo portuguesa.
- 1997: Yehor Nazaryna, futbolista ucraniano.
- 1997: Demir Škrijelj, futbolista montenegrino.
- 1997: Martin Tomovski, balonmanista macedonio.
- 1997: Benjamin Tetteh, futbolista ghanés.
- 1997: Diane Leyre, modelo y reina de belleza francesa.
- 1997: Herminia Parra, atleta española.
- 1998: Ivan Bakhar, futbolista bielorruso.
- 1998: Kimia Alizadeh, taekwondista iraní.
- 1998: Yasmin Wijnaldum, modelo neerlandesa.
- 1998: Angus Cloud, actor estadounidense (f. 2023).
- 1998: Doruk Pehlivan, balonmanista turco.
- 1998: Lee Young-yoo, actriz surcoreana.
- 1998: Franco Rivasseau, futbolista argentino.
- 1998: Jonny DeLuca, beisbolista estadounidense.
- 1999: Sunday Afolabi, futbolista nigeriano.
- 1999: David Turnbull, futbolista escocés.
- 1999: Milan Bomaštar, balonmanista serbio.
- 1999: Meret Wittje, futbolista alemana.
- 1999: Keshia Kwadwo, atleta alemana.
- 1999: Gaia Sabbatini, atleta italiana.
- 1999: Peruth Chemutai, atleta ugandesa.
- 1999: Kota Yamada, futbolista japonés.
- 1999: Yusuke Kishida, futbolista japonés.
- 1999: Mohamed Lahbub, yudoca marroquí.
- 1999: Pontus Almqvist, futbolista sueco.
- 2000: Claudio Romero, atleta chileno.
- 2000: Shallon Olsen, gimnasta artística canadiense.
- 2000: Yang Qian, tiradora china.
- 2000: Marcelo Gomes, yudoca brasileño.
- 2000: Susana Lachele, atleta polaca.
- 2000: Will Dennis, futbolista inglés.
- 2000: Daniel Peretz, futbolista israelí.
- 2000: Max Mata, futbolista neozelandés.
- 2001: Isabela Moner, actriz y cantante estadounidense.
- 2002: Fredrick Mulambia, futbolista zambiano.
- 2002: James Tracy, tenista estadounidense.
- 2003: Carla Domínguez, atleta española.
- 2003: Matteo Nannini, piloto de automovilismo ítalo-argentino.
- 2003: Per Strand Hagenes, ciclista noruego.
- 2003: Rafael Rodríguez Ruiz, futbolista español.
- 2004: Alejandro Primo, futbolista español.
- 2004: Michael Kayode, futbolista italiano.
- 2006: Jairzinho Malanga, futbolista alemán.
- 2007: Viki Gabor, cantante polaca.

## Fallecimientos
- 138: Adriano, emperador romano (n. 76).
- 649: Li Shimin, emperador chino (n. 599).
- 1099 (fecha posible): Cid Campeador (Rodrigo Díaz de Vivar), militar castellano (n. c. 1048).
- 1103: Eric I, rey danés (n. c. 1060).
- 1290: Ladislao IV, rey húngaro (n. 1262).
- 1480: Renato I, rey napolitano (n. 1409).
- 1559: Enrique II, rey francés (n. 1519).
- 1584: Guillermo de Orange, aristócrata de los Países Bajos españoles (n. 1533).
- 1590: Carlos II de Estiria, aristócrata austriaco (n. 1540).
- 1592: Pierre d'Hozier, historiador francés (f. 1660).
- 1603: Juan Terés y Borrull, virrey de Cataluña (n. 1538).
- 1621: Karel Bonaventura Buquoy, soldado francés (n. 1571).
- 1631: Constanza de Habsburgo, reina polaca (n. 1588).
- 1653: Gabriel Naudé, bibliotecario francés (n. 1600).
- 1680: Louis Moréri, enciclopedista francés (n. 1643).
- 1690: Domenico Gabrielli, compositor y violonchelista italiano (n. c. 1659).
- 1766: Isabel Farnesio, Reina consorte de España (n. 1692).
- 1806: George Stubbs, pintor británico (n. 1724).
- 1821: Francisco Ramírez, caudillo argentino (n. 1786).
- 1839: Fernando Sor, guitarrista y compositor español (n. 1788).
- 1851: Louis Daguerre, pintor, fotógrafo y físico francés (n. 1787).
- 1882: Ignacio Carrera Pinto, militar chileno (n. 1848).
- 1884: Paul Morphy, ajedrecista estadounidense (n. 1837).
- 1884: Karl Richard Lepsius, egiptólogo alemán, fundador de la egiptología (n. 1810).
- 1903: Enrique Sepúlveda, escritor español (n. 1844).
- 1910: Johann Gottfried Galle, astrónomo alemán (n. 1812).
- 1920: John Fisher, almirante británico (n. 1841).
- 1923: Andrés Manjón, sacerdote y pedagogo español (n. 1846).
- 1927: Louise Abbéma, pintora y diseñadora francesa (n. 1853).
- 1927: B. Lewis Rice, arqueólogo y lingüista indobritánico (f. 1837).
- 1930: Enrique de la Riva Agüero Riglos, político, abogado y diplomático peruano (n. 1857).
- 1934: Erich Mühsam, anarquista alemán (n. 1878).
- 1941: Jelly Roll Morton, músico estadounidense (n. 1890).
- 1941: Francisco Antonio Rísquez, médico venezolano  (n. 1856).
- 1944: Adolfo González Posada, jurista, sociólogo y escritor español (n. 1860).
- 1944: Robert Abshagen, comunista alemán y luchador de la Resistencia alemana al nazismo (n. 1911).
- 1950: Richard Maury, ingeniero argentino (n. 1882).
- 1952: Rued Langgaard, compositor danés (n. 1893).
- 1955: Jerry Hoyt, piloto de automovilismo estadounidense (n. 1929).
- 1958: Franz Bardon, ocultista checo (n. 1909).
- 1970: Bjarni Benediktsson, primer ministro islandés (n. 1908).
- 1970: Augusto Meyer, escritor, periodista, ensayista, poeta, memorialista y folclorista brasileño (n. 1902).
- 1973: Karl Loewenstein, filósofo y politólogo alemán (n. 1891).
- 1975: Fausto Padín (68), actor argentino de cine, teatro y televisión (n. 1906).[5]
- 1978: Alfonso Paso, escritor español (n. 1926).
- 1978: John D. Rockefeller III, hombre de negocios estadounidense (n. 1906).
- 1979: Arthur Fiedler, músico estadounidense (n. 1894).
- 1981: Joaquín Gorjón González, guardia civil español retirado, asesinado por la banda terrorista ETA (n. 1922).
- 1983: Estrellita Castro, cantante y actriz española (n. 1908).
- 1986: Rafael Gil, guionista y cineasta español  (n. 1913).
- 1987: John H. Hammond, crítico de jazz y productor estadounidense (n. 1910).
- 1989: Mel Blanc, actor de voz estadounidense (n. 1908).
- 1989: Matías Vega Guerra, político español (n. 1905).
- 1994: Lélia Gonzalez, política, profesora y antropóloga brasileña (n. 1935).
- 1999: Joaquín A. González, tenor y escultor mexicano (n. 1919).
- 2001: Álvaro Magaña, político y expresidente salvadoreño (n. 1925).
- 2002: María Smírnova, aviadora soviética (n. 1920)
- 2003: Winston Graham, escritor británico (n. 1908).
- 2006: Shamil Basáyev, jefe militar de la guerrilla chechena (n. 1965).
- 2006: Santiago Vera Izquierdo, político e ingeniero venezolano (n. 1913).
- 2010: Aldo Sambrell, actor, productor y director cinematográfico español (n. 1931).
- 2011: Alfonso Bauer Paiz, político guatemalteco (n. 1918).
- 2011: Roland Petit, coreógrafo y bailarín francés (n. 1924).
- 2013: Concha García Campoy, periodista española (n. 1958).
- 2013: Virginia Tovar Martín, historiadora del arte español (n. 1929).
- 2015: Omar Sharif, actor egipcio (n. 1932).
- 2019: James Small, jugador de rugby sudafricano (n. 1969).
- 2019: Armando Ramírez, escritor, periodista y cronista mexicano (n. 1952).
- 2020: Paik Sun-yup, militar surcoreano (n. 1920).
- 2020: Miloš Jakeš, político checoslovaco (n. 1922).

## Celebraciones
- Día Mundial del GLUT1.
Es un trastorno genético poco frecuente que afecta al metabolismo del cerebro, a su funcionamiento y su desarrollo.[6]

- Día de The Beatles.[7][6]

 Por países
(Por orden alfabético)
- Argentina: 
  - Día del Carpincho.[8]
  - Día del Comerciante.
  - Día de la Ganadería.[9]

- Bahamas: 
  - Día de la Independencia.

- Chile: 
  - Día del Bibliotecario.

- España: 
  - Día de los Vehículos de Movilidad Personal (VMP).

- Estados Unidos:
  -  Wyoming: Statehood Day (admitido como el Estado Nº44 del país, el 10 de julio de 1890).
  - Nueva York: Día de Nikola Tesla.

- Mauritania: 
  - Día de las Fuerzas Armadas.

- Paraguay: 
  - Aniversario del Departamento de Itapúa.
Fundación: 10 de julio de 1945 (80 años).[10]

### Santoral católico
- San Cristóbal de Licia
- santa Amalia